# Rouvres-en-Woëvre
Rouvres-en-Woëvre és un municipi francès situat al departament del Mosa i a la regió del Gran Est. L'any 2007 tenia 641 habitants.

## Demografia

### Població
El 2007 la població de fet de Rouvres-en-Woëvre era de 641 persones. Hi havia 115 famílies, de les quals 23 eren unipersonals (4 homes vivint sols i 19 dones vivint soles), 38 parelles sense fills, 46 parelles amb fills i 8 famílies monoparentals amb fills.
La població ha evolucionat segons el següent gràfic:
Habitants censats

### Habitatges
El 2007 hi havia 134 habitatges, 126 eren l'habitatge principal de la família, 4 eren segones residències i 5 estaven desocupats. 126 eren cases i 9 eren apartaments. Dels 126 habitatges principals, 79 estaven ocupats pels seus propietaris, 45 estaven llogats i ocupats pels llogaters i 2 estaven cedits a títol gratuït; 5 tenien dues cambres, 15 en tenien tres, 35 en tenien quatre i 71 en tenien cinc o més. 107 habitatges disposaven pel capbaix d'una plaça de pàrquing. A 54 habitatges hi havia un automòbil i a 61 n'hi havia dos o més.

### Piràmide de població
La piràmide de població per edats i sexe el 2009 era:
| Homes | Edats   | Dones |
| ----- | ------- | ----- |
| 0     | 95 o +  | 0     |
| 0     | 90 a 94 | 0     |
| 4     | 85 a 89 | 0     |
| 0     | 80 a 84 | 8     |
| 4     | 75 a 79 | 8     |
| 4     | 70 a 74 | 4     |
| 8     | 65 a 69 | 8     |
| 0     | 60 a 64 | 4     |
| 4     | 55 a 59 | 0     |
| 8     | 50 a 54 | 4     |
| 12    | 45 a 49 | 16    |
| 16    | 40 a 44 | 12    |
| 16    | 35 a 39 | 12    |
| 32    | 30 a 34 | 16    |
| 48    | 25 a 29 | 4     |
| 48    | 20 a 24 | 8     |
| 12    | 15 a 19 | 8     |
| 16    | 10 a 14 | 28    |
| 16    | 5 a 9   | 28    |
| 12    | 0 a 4   | 12    |

## Economia
El 2007 la població en edat de treballar era de 526 persones, 452 eren actives i 74 eren inactives. De les 452 persones actives 431 estaven ocupades (349 homes i 82 dones) i 20 estaven aturades (6 homes i 14 dones). De les 74 persones inactives 10 estaven jubilades, 27 estaven estudiant i 37 estaven classificades com a «altres inactius».

### Ingressos
El 2009 a Rouvres-en-Woëvre hi havia 129 unitats fiscals que integraven 339 persones, la mediana anual d'ingressos fiscals per persona era de 15.784 €.

### Activitats econòmiques
Dels 3 establiments que hi havia el 2007, 1 era d'una empresa de fabricació de material elèctric, 1 d'una empresa de construcció i 1 d'una empresa classificada com a «altres activitats de serveis».
L'únic servei als particulars que hi havia el 2009 era una perruqueria.
L'any 2000 a Rouvres-en-Woëvre hi havia 9 explotacions agrícoles.

## Poblacions més properes
El següent diagrama mostra les poblacions més properes.